# Jean-Marin Grégoire
Jean-Marin Grégoire est un homme politique français né le 10 février 1740 au Havre (Normandie) et décédé le 7 mars 1825 au même lieu.

## Biographie
Négociant au Havre, il est administrateur du département, puis député de la Seine-Inférieure de 1791 à 1792.

## Sources
- « Jean-Marin Grégoire », dans Adolphe Robert et Gaston Cougny, Dictionnaire des parlementaires français, Edgar Bourloton, 1889-1891 [détail de l’édition]